# Henri Caroine
Henri Caroine (17 settembre 1981) è un ex calciatore francese nato a Tahiti, di ruolo centrocampista.

## Carriera

### Club
Dal 2011 gioca nell'AS Dragon.

### Nazionale
Ha giocato da titolare in tutte e 3 le partite della fase a gironi della Confederations Cup del 2013, chiusa dalla sua Nazionale all'ultimo posto in classifica.

## Palmarès

### Nazionale
- Coppa d'Oceania: 1

2012